# 山内豊景

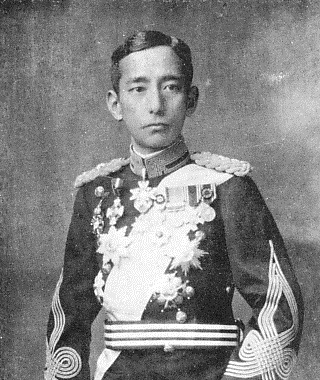
山内豊景

山内 豊景（やまうち とよかげ、1875年〈明治8年〉9月20日 - 1957年〈昭和32年〉1月5日）は、日本の華族、陸軍軍人。侯爵。最終階級は陸軍少佐。中央刀剣会会頭。

## 略歴
1875年（明治8年）9月9日、土佐藩最後の藩主・侯爵山内豊範の長子として誕生する。1886年（明治19年）9月、父の死去により襲爵する。その後、フランスに留学した。
1899年（明治32年）11月、陸軍士官学校（11期）を卒業。1900年（明治33年）6月に陸軍歩兵少尉任官、のち陸軍少佐にまで昇進する。日露戦争に従軍し功を立てる。
1900年（明治33年）8月21日、満25歳に達し貴族院侯爵議員に就任し、1946年（昭和21年）5月8日まで在職した。1901年（明治34年）、伏見宮貞愛親王の長女禎子と結婚する。1911年（明治44年）1月20日、麝香間祗候となる。
山内豊静の次男山内豊秋を養子とする。
1957年（昭和32年）、高知市横浜の私邸で没す。81歳。
山内家17代当主であり、墓所は国史跡の土佐藩主山内家墓所に葬られている。

## 栄典
位階
- 1901年（明治34年）12月20日 - 従四位
- 1906年（明治39年）12月27日 - 正四位[7]
- 1912年（大正元年）12月28日 - 従三位[8]
- 1920年（大正9年）1月10日 - 正三位[9]
- 1928年（昭和3年）1月16日 - 従二位[10]
- 1957年（昭和32年）1月5日 - 正二位

勲章等
- 1897年（明治30年）6月30日 - 勲四等旭日小綬章[11]
- 1906年（明治39年）
  - 4月1日 - 勲三等瑞宝章[12]
  - 12月15日 - 功五級金鵄勲章
- 1915年（大正4年）11月10日 - 大礼記念章[13]
- 1916年（大正5年）4月1日 - 旭日中綬章
- 1924年（大正13年）12月15日 - 藍綬褒章[14]
- 1931年（昭和6年）5月1日 - 帝都復興記念章[15]
- 1933年（昭和8年）12月28日 - 紺綬褒章（飾版）[16]
- 1938年（昭和13年）2月11日 - 金杯一個[17]
- 1939年（昭和14年）5月8日 - 紺綬褒章（飾版）[18]
- 1940年（昭和15年）8月15日 - 紀元二千六百年祝典記念章[19]

外国勲章佩用允許
- 1909年（明治42年）
  - 5月25日 - スペイン王国：イサベル・ラ・カトリカ第一等勲章[20]
  - 9月17日
    - ロシア帝国：神聖アンナ第一等勲章[21]
    - プロイセン王国：王冠第一等勲章[21]
    - イタリア王国：王冠第二等勲章[21]
    - オーストリア＝ハンガリー帝国：フランツ・ヨーゼフ第二等勲章[21]
    - フランス共和国：レジオンドヌール勲章シュヴァリエ[21]

## 家族
- 父：山内豊範（1846 - 1886）- 土佐藩16代藩主。
- 母：不詳
- 妻：禎子女王（1885 - 1966）- 伏見宮貞愛親王の第一王女。
- 養子
  - 男子：山内豊秋（1912 - 2003）- 豊景の弟・豊静の次男。靖国神社崇敬奉賛会初代会長。

## 備考
本邸は東京・参宮橋に構えたが、大磯や上総一宮に別荘を構えた。また、新宿区市谷田町2丁目にも923.98坪の土地を所有していたが、戦後の1948年（昭和23年）10月に法政大学に売却している。この土地には62年館が建設され、現在は法政大学市ケ谷田町校舎となっている。
高知市内の別邸、三翠園は1922年（大正11年）、1950年（昭和20年）と二度、昭和天皇行幸時の御泊所に提供された。